# Eladio
Eladio Silvestre, plus communément appelé Eladio né le 18 novembre 1940 à Sabadell (Catalogne, Espagne), est un footballeur international espagnol qui jouait au poste de défenseur.

## Biographie

### En club
Eladio joue au FC Barcelone entre 1964 et 1972. Avec le Barça, il joue 428 matchs, marque 14 buts (dont 8 en championnat), il est capitaine de l'équipe et il forme une défense mythique avec Francisco Gallego et Benítez. 
Il remporte la Coupe des villes de foires en 1966, il dispute la finale perdue de la Coupe des coupes. Avec Barcelone, il joue 226 matchs de championnat.
Au cours de sa carrière, Eladio joue avec le Mercantil de Sabadell, l'UE Lleida, le CD Condal, le FC Barcelone, l'Hércules d'Alicante et le Gimnàstic de Tarragone.

### En équipe nationale
Eladio débute en sélection espagnole le 23 juin 1966 lors d'un match amical contre l'Uruguay.
Avec l'équipe d'Espagne, il prend part à la Coupe du monde de 1966. Lors du mondial, il dispute un match contre l'équipe d'Argentine.
Il joue un total de dix matchs avec l'Espagne entre 1966 et 1970.

## Palmarès
- Vainqueur de la Coupe d'Espagne en 1963, 1968 et 1971
- Vainqueur de la Coupe des villes de foires en 1966
- Finaliste de la Coupe d'Europe des vainqueurs de coupe en 1969